# Rhamnus oreodendron
Rhamnus oreodendron là một loài thực vật có hoa trong họ Táo. Loài này được L.O. Williams miêu tả khoa học đầu tiên năm 1962.